# Port lotniczy Pori
Port lotniczy Pori (IATA: POR, ICAO: EFPO) – port lotniczy położony 2 km od Pori, w prowincji Finlandia Zachodnia, w Finlandii. Lotnisko posiada dwie odprawy biletowo-bagażowe, a także kawiarnię.

## Linie lotnicze i połączenia
| Linia lotnicza            | Kierunek    |
| ------------------------- | ----------- |
| Budapest Aircraft Service | 1. Helsinki |